# Хлородыхание

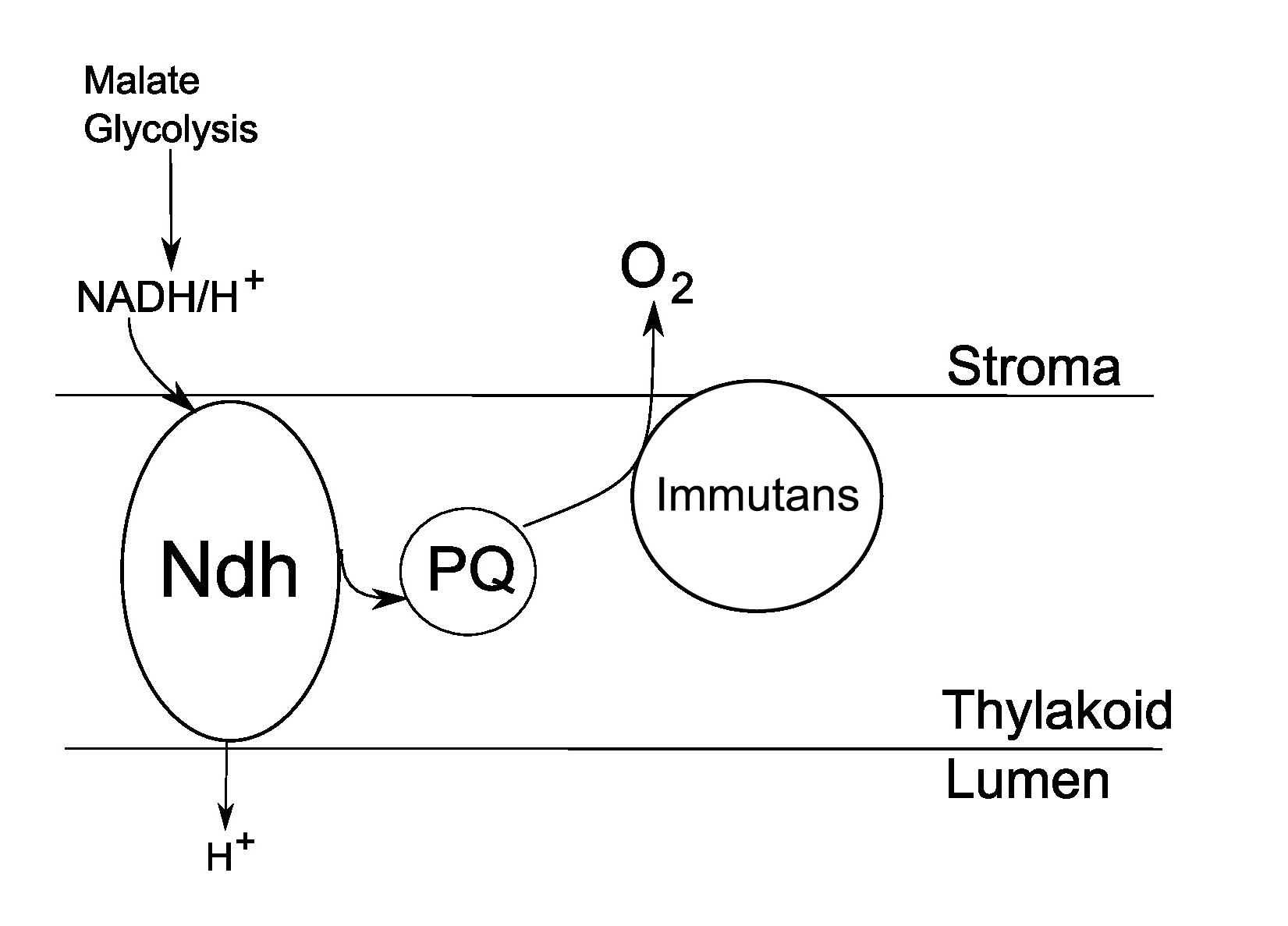
Составляющие хлородыхания

Хлородыхание — процесс в хлоропластах растений, который, как предполагается, включает цепь переноса электронов в мембране тилакоида. Перенос протона осуществляется двумя ферментами: НАД(Ф)Н-дегидрогеназным комплексом и альтернативной оксидазой, подобной митохондриальной альтернативной оксидазе. Оба фермента способны регулировать окислительно-восстановительное состояние пула пластохинонов в хлоропласте. Этот процесс может происходить для того, чтобы сбалансировать уровни АТФ в хлоропласте ночью, когда циклическая передача электрона в Фотосистеме I не происходит.